# Brachythecium vallium
Brachythecium vallium är en bladmossart som beskrevs av John Macoun 1892. Brachythecium vallium ingår i släktet gräsmossor, och familjen Brachytheciaceae. Inga underarter finns listade i Catalogue of Life.